# Olivos Rugby Club
Olivos Rugby Club es un club cuyas principales actividades son el rugby y el hockey. Está situado en la localidad de Munro, dentro del partido de Vicente López, Buenos Aires, Argentina. Su equipo de rugby está afiliado a la Unión de Rugby de Buenos Aires (URBA), y participa actualmente del Torneo de la URBA.
Otros deportes practicados por el club incluyen el fútbol reducido. Actualmente, la entidad cuenta con una cifra cercana a los 1000 socios.

## Historia
Su fundación data del 4 de septiembre de 1927, fecha en la que 20 jóvenes decidieron crear su propio club de rugby. Los colores  primarios fueron el celeste y amarillo, luego reemplazados por el verde. El naranja y negro que ilustraría definitivamente al escudo y a la camiseta del club surgió de unos almohadones que decoraban un sillón de la casa de Carlos Bowers, presidente del club y máximo benefactor económico de la institución de la década del '30. La política de Carlos Bowers ponía énfasis en admitir muchachos del barrio y no reclutar jugadores de afuera, a diferencia de muchas otras instituciones de la época. 
En 1933, después de series de amistosos y de participar de categorías inferiores, el club alcanza la primera división de la URBA, tras jugar una final ante Obras Sanitarias el 29 de septiembre de 1933, en Gimnasia y Esgrima cuyo resultado fue 17 - 3 a favor de Olivos. En 1940 conquista su primer y hasta ahora único Campeonato de Primera División de Rugby, con el detalle de haber compartido el podio con Belgrano Athletic Club.
Olivos Rugby Club se quedó con el Seven de la URBA 2004 disputado en el C.A.S.I el 24 de octubre, Para lograrlo, el equipo de Munro venció en semifinales a San Albano, y en la final a Alumni por 41 a 12.
En el 2007 la institución festejó su octogésimo aniversario desde su fundación, realizando un partido amistoso ante Deportiva Francesa, el cual tuvo como resultado un 9 - 3 favorable al rival.

## Uniforme
- Uniforme titular: Camiseta a rayas horizontales naranjas y negras, pantalón negro, medias a rayas naranjas y negras.
- Uniforme suplente: Camiseta blanca con vivos naranjas y negras, pantalón negro, medias naranjas.

## Palmarés
- Torneo de la URBA
  - Campeón (1): 1940
- Seven de la U.A.R
  - Campeón (1): 1991
- Seven de la URBA
  - Campeón (1): 2004